# Burgruine Linden
Die Burgruine Linden liegt unweit der B 85 in dem gleichnamigen Dorf Linden der niederbayrischen Gemeinde Geiersthal im bayerischen Landkreis Regen. Die Anlage wird als denkmalgeschütztes Baudenkmal unter der Aktennummer D-2-76-122-24 geführt. Ebenso wird sie als Bodendenkmal im Bayernatlas unter der Aktennummer D-2-6943-0002 und der Beschreibung „Mittelalterlich-frühneuzeitlicher Turmhügel mit zugehörigem ehem. Wirtschaftshof“ genannt. Ebenso ist sie unter der Aktennummer D-2-76-122-24 als denkmalgeschütztes Baudenkmal von Linden verzeichnet.

## Geschichte
Die Wasserburg Linden wurde von den Grafen von Bogen erbaut. Später gelangte sie in den Besitz der Wittelsbacher. Im Jahr 1470 tauschte sie Herzog Albrecht IV. mit Konrad von Nußberg gegen dessen halben Anteil an Burg Neunußberg. 
Später kam die Burg an die Herren von Degenberg. Diese waren im Besitz des herzoglichen Monopols zum Brauen von Weißbier und errichteten hier 1553 die erste und für lange Zeit einzige Weißbierbrauerei des Bayerischen Waldes. Später wurde die Brauerei nach Viechtach verlegt.
Nach dem Aussterben der Degenberger 1602 fiel das Bauwerk an die Wittelsbacher. Diese machten es zum Sitz eines Pflegers. Die Burg verfiel, und das Pfleghaus wurde während des Dreißigjährigen Krieges 1641 von den Schweden niedergebrannt. 1761 verlegte man das Pfleggericht nach Viechtach, und die Burg ging in bürgerlichen Besitz über. Es sind nur noch ein Turmrest sowie andeutungsweise Gräben vorhanden.

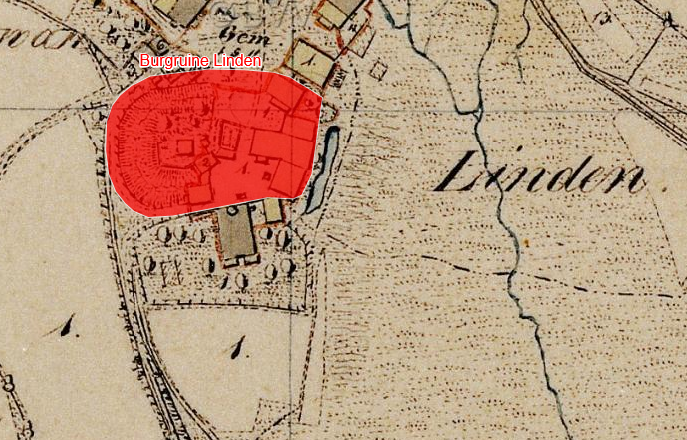
Lageplan der Burgruine Linden auf dem Urkataster von Bayern